# Georgiana Stoleru
Georgiana „Geo“ Martin Stoleru (* 24. März 1982 in Piatra Neamț) ist eine rumänische Handballtorfrau.

## Karriere
Stoleru begann ihre Aktivenkarriere bei AS FibrexNylon Săvinești; mit der Mannschaft nahm die 176 cm große Torfrau an der ersten Austragung des EHF Challenge Cup in der Saison 2000/01 teil und erreichte dort das Halbfinale. Mit dem Municipal HC Roman Neamt gelangte Stoleru in der Saison 2006/07 erneut bis ins Halbfinale des Challenge Cups. Anschließend stand sie bei CSM Sfântu Gheorghe und HC Oțelul Galați unter Vertrag. Nach der Geburt ihres ersten Kindes hütete Stoleru bei CS Politehnica Iași und CSM Bistrița das Tor, ehe sie im Sommer 2013 einen Vertrag bei CSM Unirea Slobozia unterschrieb. In der Saison 2016/17 nahm Stoleru mit HCM Roman am EHF-Pokal teil, zehn Jahre nach ihrer letzten Europapokal-Teilnahme mit dem gleichen Verein. Im Sommer 2017 wechselte die Rumänin zum deutschen Viertligisten HSG Hunsrück. In der Oberliga wurde die Mannschaft zweimal in Folge Vizemeister und sicherte sich mit dem Gewinn des Rheinlandpokals im Januar 2019 die erstmalige Teilnahme am DHB-Pokal.
Stoleru hat zwei Kinder. Mit ihrer 1986 geborenen Schwester Carmen Dumitrița Stoleru spielte sie zeitweise gemeinsam bei Municipal HC Roman Neamt/HCM Roman.